# Ingeborg Engelmann
Ingeborg Engelmann (* 18. Dezember 1925 in Leipzig, Deutsches Reich; † 3. Januar 1999) war eine deutsche Schauspielerin bei Bühne und Fernsehen.

## Leben und Wirken
Die gebürtige Leipzigerin erhielt noch während des Zweiten Weltkriegs ihre künstlerische Ausbildung und begann ihre Theaterlaufbahn in der Spätphase des Zweiten Weltkriegs in Lodz. Von 1945 bis 1949 wirkte die Künstlerin am Theater in Wuppertal, anschließend an Bühnen in Stuttgart (Staatstheater), Krefeld, Augsburg, Essen und erneut Wuppertal. Danach in Köln, wieder Stuttgart, Düsseldorf und als letztes Engagement Städtische Bühnen Frankfurt.
Ihre bekanntesten Bühnenrollen waren die Thekla in Wallenstein, die Amalia in Die Räuber, die Natalie in Der Prinz von Homburg, die Lady Stutfield in Eine Frau ohne Bedeutung, die Canina in Volpone, die Lucile in Dantons Tod, Königin Margarethe in Heinrich VI., die Adele in Italienische Nacht, Maureen Johnson in Diese Geschichte von Ihnen, die Titelrolle in Hedda Gabler, Semiramis in Die Stühle. Ingeborg Engelmann hat auch umfangreich für den Hörfunk als Hörspielsprecherin (175 Hörspiele 1951–1993) gearbeitet, erst seit 1968 wirkte sie außerdem hin und wieder in Fernsehspielen mit. Ihre letzte Rolle war die Marquise in einer Inszenierung von Heiner Müllers Quartett, in der sie auch ca. eine Woche vor ihrem Tod ihren letzten Bühnenauftritt hatte.

## Filmografie
- 1969: Der Kampf um den Reigen
- 1969: Marija
- 1969: Leben und leben lassen
- 1970: Der Musterschüler
- 1971: Diese Geschichte von ihnen
- 1973: Victor oder Die Kinder an die Macht
- 1983: Amphitryon
- 1984: Chapiteau
- 1995: Die Dreigroschenoper

## Hörspiele (Auswahl)
- 1951: Jean Giraudoux: Der Apoll von Bellac (Agnes) – Regie: Paul Land (SDR)
- 1993: Christina Calvo: Finale Kalypso oder Die Reise durch die Zeiten (Frau) – Regie: Sylvia Molzer (HR / Deutschlandradio Kultur)